# La Tagnière
La Tagnière är en kommun i departementet Saône-et-Loire i regionen Bourgogne-Franche-Comté i östra Frankrike. Kommunen ligger i kantonen Mesvres som tillhör arrondissementet Autun. År 2022 hade La Tagnière 207 invånare.

## Befolkningsutveckling
Antalet invånare i kommunen La Tagnière
| Referens: INSEE |